# Körba
Körba ist ein Ortsteil der zum Amt Schlieben gehörenden Gemeinde  Lebusa  im südbrandenburgischen Landkreis Elbe-Elster.

## Geschichte

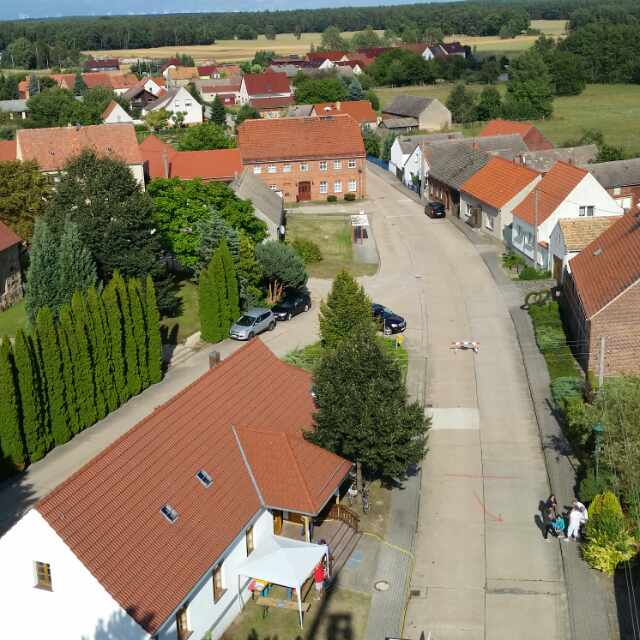
Körba, Ort, Ansicht von oben, Gemeindehaus, Lindenstraße, Frühjahr 2015

Eine erste Erwähnung erfuhr Körba  im Jahr 1376 in einer Urkunde des sächsischen Herzogs Wenzel als Korow. Spätere Schreibweisen des Ortsnamens lauten Korwe sowie Korby, welche 1474 beziehungsweise 1475 urkundlich genannt wurden. Jedoch ist eine wesentlich frühere Besiedlung des Gebietes durch Funde aus der Jungsteinzeit sowie der Bronzezeit belegt.
Geprägt wurde der Ort einst vom Töpferhandwerk, welches hier eine große Rolle spielte und das die nahe gelegenen reichen Ton- und Kiesvorkommen nutzte. Außerdem siedelten sich in Körba zahlreiche Ziegeleien an, von denen zu Beginn des Ersten Weltkriegs noch sieben vorhanden waren.
Am 31. Dezember 2001 erfolgte der Zusammenschluss von Körba, Lebusa und Freileben zur Gemeinde Lebusa.

## Kultur und Sehenswürdigkeiten
Nennenswerte Bauwerke in Körba sind die aus dem 13. Jahrhundert stammende Feldsteinkirche, in deren Inneren ein aus Sandstein bestehender Taufstein aus dem Jahre 1606 zu finden ist, sowie ein Kriegerdenkmal für die im Ersten und Zweiten Weltkrieg gefallenen Einwohner in Form eines Obelisken, der sich auf einem stufenförmigen Sockel erhebt. Auf der Denkmalliste des  Landes Brandenburg stehen neben der Körbaer Kirche die Ziegelei Otto Denkel und ein Gasthof in der Lindenstraße.
Ein beliebtes Ausflugsziel ist der nördlich des Ortsteils gelegene 25 Hektar große Körbaer Teich. Das Naherholungsgebiet verfügt unter anderem über eine Bungalowsiedlung sowie eine Bootsausleihstation. Die Bungalowsiedlung war zu DDR-Zeiten Teil des Kinder-Ferienlagers „Goldpunkt“.
Südlich von Körba liegt mit dem Hutberg (146 m ü. NN) eine markante Erhebung im nördlichen Elbe-Elster-Kreis.